# Adapsilia fusca
Adapsilia fusca är en tvåvingeart som först beskrevs av Friedrich Georg Hendel 1913.  Adapsilia fusca ingår i släktet Adapsilia och familjen Pyrgotidae. Inga underarter finns listade i Catalogue of Life.